# Тюшка
Тюшка (укр. Тюшка) — село в Пилипецкой сельской общине Хустского района Закарпатской области Украины.
Население по переписи 2001 года составляло 835 человек. Почтовый индекс — 90031. Телефонный код — 3146. Код КОАТУУ — 2122488001.